# Agli slogan
Agli slogan (in russo К лозунгам?, K lozungam), oppure Sulle parole d'ordine, o anche Sugli slogan, opera di Vladimir Lenin sulla necessità di lasciare temporaneamente il motto "Tutto il potere ai soviet!". L'articolo fu scritto a metà luglio 1917 e pubblicato in un opuscolo separato pubblicato dal Comitato dei bolscevichi di Kronštadt. L'opera, insieme alla “Sulla situazione”, ha costituito la base delle decisioni del VI Congresso della RSDLP(b).

## Storia
Dopo il fallimento del discorso del 4 luglio 1917, nella società seguì un'ondata di condanna dei bolscevichi. Il 5 luglio un gruppo di junker ha attaccato la redazione e la tipografia del quotidiano Pravda. Il giorno successivo, per ordine del governo provvisorio, il quartier generale bolscevico, situato nel palazzo Kšesinskoj, fu preso d'assalto da una parte della guarnigione di Pietrogrado sotto il comando di A.I. Kuzmin. Diverse direttive, pubblicate dal 6 al 12 luglio, chiedevano l'immediato arresto e il perseguimento di tutti coloro che erano coinvolti nella tentata organizzazione della rivolta. Le ricerche furono fatte nell'appartamento di A.I. Elizarova, dove Lenin visse per qualche tempo. Dopo aver appreso del possibile arresto, il leader bolscevico lasciò Pietrogrado e fuggì a Razliv.
Il 13 luglio, il Comitato centrale bolscevico ha convocato una conferenza segreta di due giorni a Pietrogrado su questioni di strategia di fronte all'inizio della reazione. Per questo evento Lenin preparò un'opera nota come "Posizione politica (quattro tesi)", dove avanzava l'idea di rifiutarsi di collaborare con i Soviet filoborghesi. Il documento ha suscitato forti polemiche nei ranghi del partito. Parte dei lavoratori dei comitati di Pietrogrado e Mosca, vale a dire V. Volodarskij, V.P. Nogin e A.I. Rykov, si oppose al nuovo corso. La risoluzione adottata durante la riunione ha evidenziato la necessità di continuare la cooperazione con i sovietici e di lottare per l'attuazione del programma bolscevico.
In risposta al rifiuto delle sue tesi, Lenin scrisse l'articolo "Agli slogan", dove appunto criticava le posizioni dei suoi oppositori, invitando il partito ad operare con "categorie nuove, post-luglio, di classe e di partito". Tuttavia, la risoluzione dell'incontro fu inviata a tutte le organizzazioni bolsceviche e divenne la base delle azioni tattiche del partito fino al discorso di L.G. Kornilov. I.V. Stalin, rappresentante del Comitato Centrale alla II conferenza cittadina, nel suo rapporto "Sulla situazione attuale" annunciò che il periodo pacifico della rivoluzione era finito, invitando le masse a "moderazione, fermezza, organizzazione". Allo stesso tempo, la posizione esposta nelle tesi e nel lavoro “Agli slogan” non è mai stata annunciata dal relatore. La risoluzione di Stalin provocò anche un'ampia ondata di critiche sia da parte dei sostenitori che degli oppositori della rottura con i sovietici.
L'articolo "Agli slogan" è stato successivamente utilizzato dai sostenitori della posizione leninista. I bolscevichi di Kronštadt ristamparono il testo dell'opera e ne consegnarono una copia a ciascun delegato del prossimo VI Congresso. G.J. Sokolnikov, I.T. Smilga e A.S. Bubnov hanno agito come attivi sostenitori della cessazione della cooperazione con i socialrivoluzionari e i menscevichi. Al VI Congresso del Partito, dopo un lungo dibattito, è stata adottata una risoluzione, che è un compromesso tra le parti belligeranti. Il vecchio slogan in tutti i documenti di partito è stato sostituito da uno nuovo: "Completa liquidazione della dittatura della borghesia controrivoluzionaria". Alla fine di agosto 1917, durante il discorso di Kornilov, l'idea di un governo socialista omogeneo divenne rilevante e i bolscevichi tornarono nuovamente al motto "Tutto il potere ai sovieti!".

## Contenuto
Il mutamento della situazione nel Paese dopo la crisi di luglio e la fine del doppio potere impongono la necessità di un cambio di rotta del partito. Il passaggio dei sovietici a posizioni controrivoluzionarie, secondo Lenin, rendeva impossibile il trasferimento pacifico del potere agli operai e ai contadini. Egli testimonia che lo slogan "Tutto il potere ai Soviet!" nelle condizioni dell'inizio della reazione sarebbe un inganno del popolo e un'illusione che il proletariato possa diventare una forza indipendente dai partiti piccolo-borghesi. A questo proposito, era necessario riorganizzare l'agitazione in modo da rivolgere le masse contro la "cricca militare" e i suoi complici: i socialisti-rivoluzionari ei menscevichi. Lenin sottolinea inoltre che è possibile e necessaria un'ulteriore cooperazione con i soviet se questi tornano a posizioni rivoluzionarie.

## Critiche
Secondo A.E. Rabinovič, la posizione di Lenin sulla rivolta armata, espressa nelle "Tesi" e nell'articolo "Agli slogan", era un allontanamento dalle decisioni della Conferenza di aprile.